# Възнесение Господне (Тополчани)
„Възнесение Господне/Христово“ или „Свети Спас“ (на македонска литературна норма: „Вознесение Господово/Христово“, „Свети Спас“) е православна възрожденска църква в прилепското село Тополчани, Република Македония. Църквата е под управлението на Преспанско-Пелагонийската епархия на Македонската православна църква и е главен храм на Тополчанската енория.
Църквата е разположена в центъра на селото. Според надписа на мраморна плоча градежните работи са завършени на 26 май 1864 година по време на управлението на митрополит Венедикт Византийски. Зографските работи в интериора започват веднага след края на строежа. Ангажиран е зограф Адамче Найдов от Прилеп, чието име с годината 1864 се споменава в краткия надпис на напречната греда в наоса. От друг надпис на гредата над южната врата се разбира, че зографските дейности са завършени на 29 юли 1869 година при свещеник Алексий Константинов и епитропите Нешко и Тошо Кочеви, а имената на зографите са Константин и Димитър Анастасови от Магарево.
- Ктиторски надпис от църквата